# ادامامه
سویا سبز یا اِدامامِه (ژاپنی: 枝豆؛ ‏انگلیسی: Edamame؛ تلفظ انگلیسی: ‎/ˌɛdəˈmɑːmeɪ/‎؛ ‏ اِدامامی) به سویای نارس پخته شده در داخل غلاف گفته می‌شود. این نوع لوبیای پخته شده در جمهوری خلق چین، ژاپن، کره (کشور) و هاوایی به عنوان پیش‌غذا، مخلفات مصرف می‌شود.